# Charles Wambst
Pour les articles homonymes, voir Wambst.
Charles Auguste Wambst-Phelippeau, né le 21 août 1904 à Lunéville et mort le 29 avril 1972 à Le Rouret, est un coureur cycliste français.

## Biographie
Charles Wambst est issu d'une famille de cyclistes. Ses frères Georges, Auguste et Fernand sont tous devenus coureurs. En avril 1914, son père meurt subitement.
Il est ajusteur-mécanicien chez Lorraine-Diétrich quand il commence à s'entraîner sérieusement. Une de ses premières courses est la finale du Premier Pas Pouchois, organisé par le Vélo Club de Levallois en 1922. La même année, Il gagne quatorze interclubs. Il remporte le prix Aerocines. Il s'essaye dans La Médaille sans réussir. En 1924, il est champion militaire de l'armée du Rhin. Il finit second de Paris-Montargis en 1925. Il entre au vélo club de Levallois en 1927 et s'entraine au « presbytère » des Loges-en-Josas, le camp d'entrainement crée par Paul Ruinart. Il court comme routier amateur avec Dayen, Merviel, Aumerle, son frère Auguste et Brossy. En 1927, il gagne Paris-Cayeux, Paris-Douai et  le championnat des débrouillards à La Varenne - Chennevières,,.
Charles Wambst décide d'abandonner la route, alors que son jeune frère Auguste s'essaye sur la piste, lui aussi ; Charles et Auguste courent en équipe quelques américaines avec plus ou moins de succès. À la fin de la saison 1927, Charles Wambst, son frère Auguste et Roger Bisseron forment le projet de battre en triplette le record de l'heure établi par Chocque père et fils et René Comboudoux  avec 48 km. 305. Ils battent le record des 10 kilomètres, mais des incidents les contraignent à l'abandon. Ils décident d'aller faire une tentative au vélodrome Jean Bouin, à Marseille, sans succès. Charles Wambst court encore quelques américaines avec Bisseron. Il court aussi avec René Hournon,. En 1929, Il participe aux six jours de Paris associé à Raymond Beyle.
En 1930, il décide d'abandonner la compétition.
En 1951, il est vice-président de la section football du Stade Porte Normande de Vernon, directeur sportif de l'US Vernon en 1952.

## Palmarès sur route
- 1925
  - 2e de Paris-Montargis
- 1927
  - 1re ou 2e de Paris-Cayeux[10],[22]
  - 1re de Paris-Douai amateur[11]

## Palmarès sur piste
- 1927
  - Grand Prix des Comingmen[23]